# ХАДИ-7
ХАДИ-7 — скоростной автомобиль, созданный в лаборатории скоростных автомобилей ХАДИ в 1966 году. Автор проекта автомобиля и руководитель лаборатории — Владимир Константинович Никитин. ХАДИ-7 принадлежит к классу 2 группы VIII.
На ХАДИ-7 был установлен вертолётный газотурбинный двигатель ГТД-350, мощностью 400 лошадиных сил.
Расчётная скорость ХАДИ-7 составляла свыше 400 км/ч, но она не была достигнута из-за того, что в СССР после закрытия заездов на озере Баскунчак отсутствовала подходящая трасса, на которой автомобиль мог развить такую скорость.
ХАДИ-7 принимал участие в рекордных заездах с 1966 по 1972 год. На Чугуевской трассе в 1966 году развил скорость 320 км/ч на дистанции 1 км, стартовав с места. Всего ХАДИ-7 в 1966—1967 годах поставил четыре всесоюзных рекорда.
За создание данного автомобиля Никитин и группа студентов получила Премию Ленинского комсомола.